# Université catholique de l'Ouest
L'université catholique de l'Ouest ou Facultés libres de l'Ouest, dite La Catho, également connue sous l'acronyme UCO, forme un établissement d'enseignement supérieur privé catholique français fondé en 1875 à Angers. L'UCO compte 12 000 étudiants, répartis sur neuf campus : Angers, Arradon, Guingamp, Brest, Laval, Nantes, Papeete, Saint-Denis (sur l'île de la Réunion) et Niort. En tant qu'université catholique, l'UCO a un statut canonique : elle est, comme toutes les universités de son espèce, régie par la Constitution apostolique de Jean-Paul II Ex Corde Ecclesiae de 1990.
L'UCO est gérée par une association à but non lucratif, l'Association Saint-Yves, reconnue d'utilité publique le 24 octobre 1941.

## Histoire

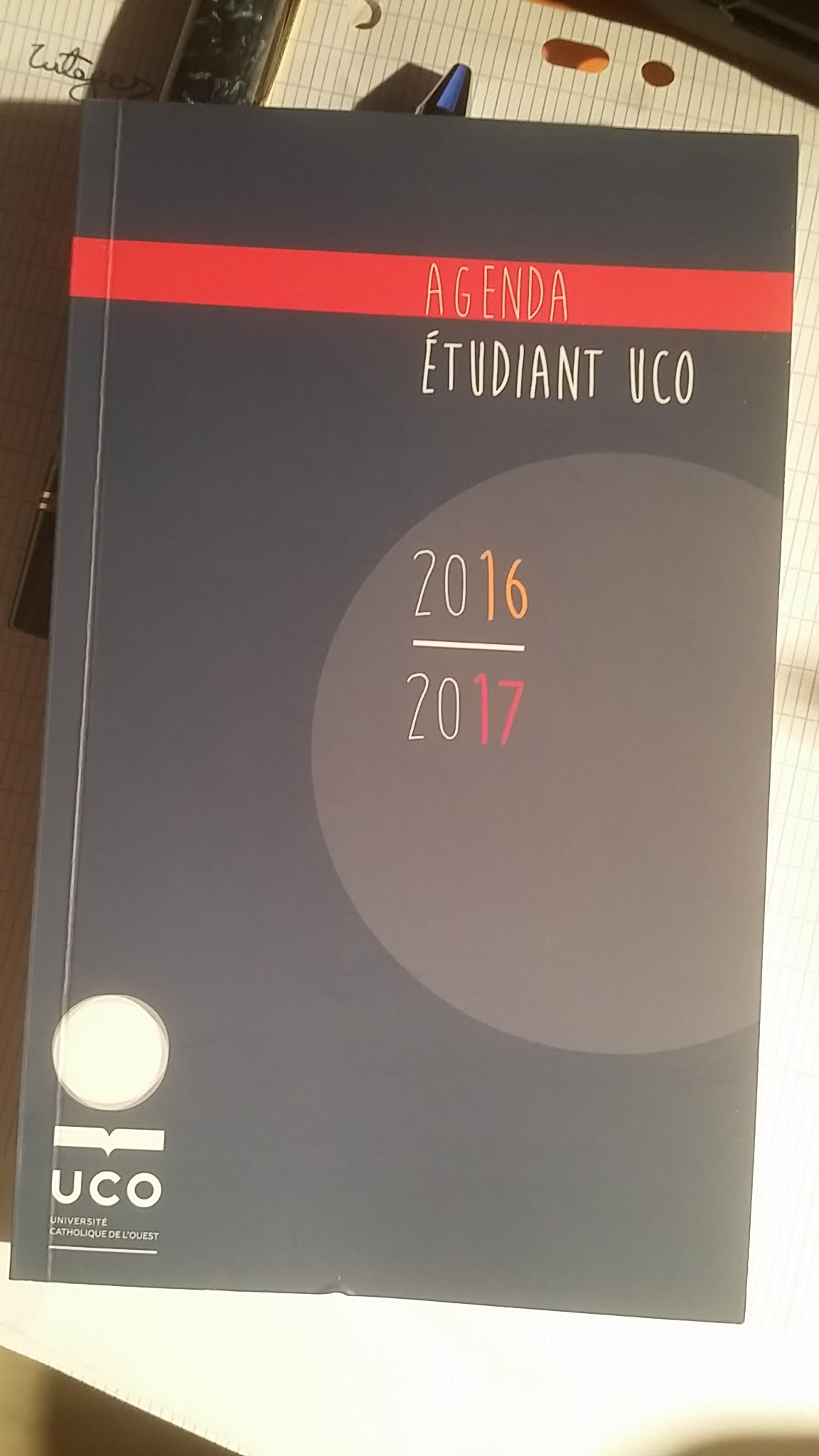
Un agenda pour les étudiants à l'UCO.

L'Université catholique d'Angers est l'une des deux héritières de l'ancienne université d'Angers fondée en 1337, avec l'actuelle université d'Angers recréée en 1971. L'ancienne université d'Angers est dissoute en 1793.
La faculté de droit d'Angers est refondée le 15 août 1875 par Mgr Charles-Émile Freppel, évêque d’Angers. Elle fait partie, avec les autres instituts catholiques, des premières facultés libres de France fondées dans le sillage de la loi Laboulaye de juillet 1875 sur l'enseignement supérieur libre. Elle est ouverte le 1er octobre et reçoit une bourse de 1 200 000 francs offerts par Sosthènes II de La Rochefoucauld duc de Doudeauville. Les autres facultés ouvrent à Angers les années suivantes : lettres (1876), sciences (1877) et théologie (1879).
En 1877, l’université est érigée canoniquement en université catholique de droit pontifical par le pape Pie IX.
Lors des soixante-dix années suivantes, plusieurs établissements d'enseignement supérieur sont créés et complètent l'enseignement proposé : en 1898, l’École supérieure d’agriculture et de viticulture, future École supérieure d’agriculture (ESA), par le R.P. Ernest Vétillart ; en octobre 1909, l’École des sciences commerciales (ESSCA) ; en 1947, le Centre de langue et civilisation françaises pour étrangers ; en 1950 c'est la création de l’École technique supérieure de chimie de l'Ouest (ETSCO) et en 1956 de l’École supérieure d'électronique de l'Ouest (ESEO).[pertinence contestée]
Jusqu'en 1971 et la création d'une université d’État, l'université d'Angers, l'université catholique de l'Ouest est le seul établissement d'enseignement supérieur à Angers.
En 1984, le Conseil supérieur des archevêques et évêques reconnaît l'utilisation de l'appellation « Université catholique de l'Ouest » et « UCO » dans les statuts canoniques de l'établissement, ainsi que le Saint-Siège en 1989.
En 2007, le rectorat de Nantes la met en demeure de ne plus utiliser le nom « université »,. Il lui est finalement reconnu,. En 2014, l'Université catholique de l'Ouest se réorganise autour de cinq facultés.
En 2019, l'Université catholique de l'Ouest ouvre un campus à Niort, dans les Deux-Sèvres, dédié aux sciences sociales,.

## Frais de scolarité
Les frais sont pondérés en fonction du revenu fiscal et de la taille du foyer. Ils sont de l'ordre de 2 990 à 7 500 €  par an pour les licences et de 1 500 à 7 600 € par an pour les master.

## Statut des formations et diplômes
Les instituts catholiques, en tant qu'établissements privés, ne peuvent délivrer en leur nom propre aux étudiants des diplômes nationaux comme la licence, le master ou le doctorat, lesquels relèvent du monopole de l'État, en vertu de la loi du 18 mars 1880. Ils peuvent coopérer avec une université pour que leurs étudiants passent les examens d'un grade universitaire délivré par l'université partenaire, ou bien solliciter du recteur d'académie la tenue d'un jury rectoral en vertu de l'article L613-7 du Code de l'éducation.
Ils peuvent délivrer en leur nom des diplômes d'université dans toutes les disciplines, ainsi que des diplômes canoniques reconnus par le Saint-Siège en sciences ecclésiastiques, droit canonique, théologie ou philosophie.

## Organisation

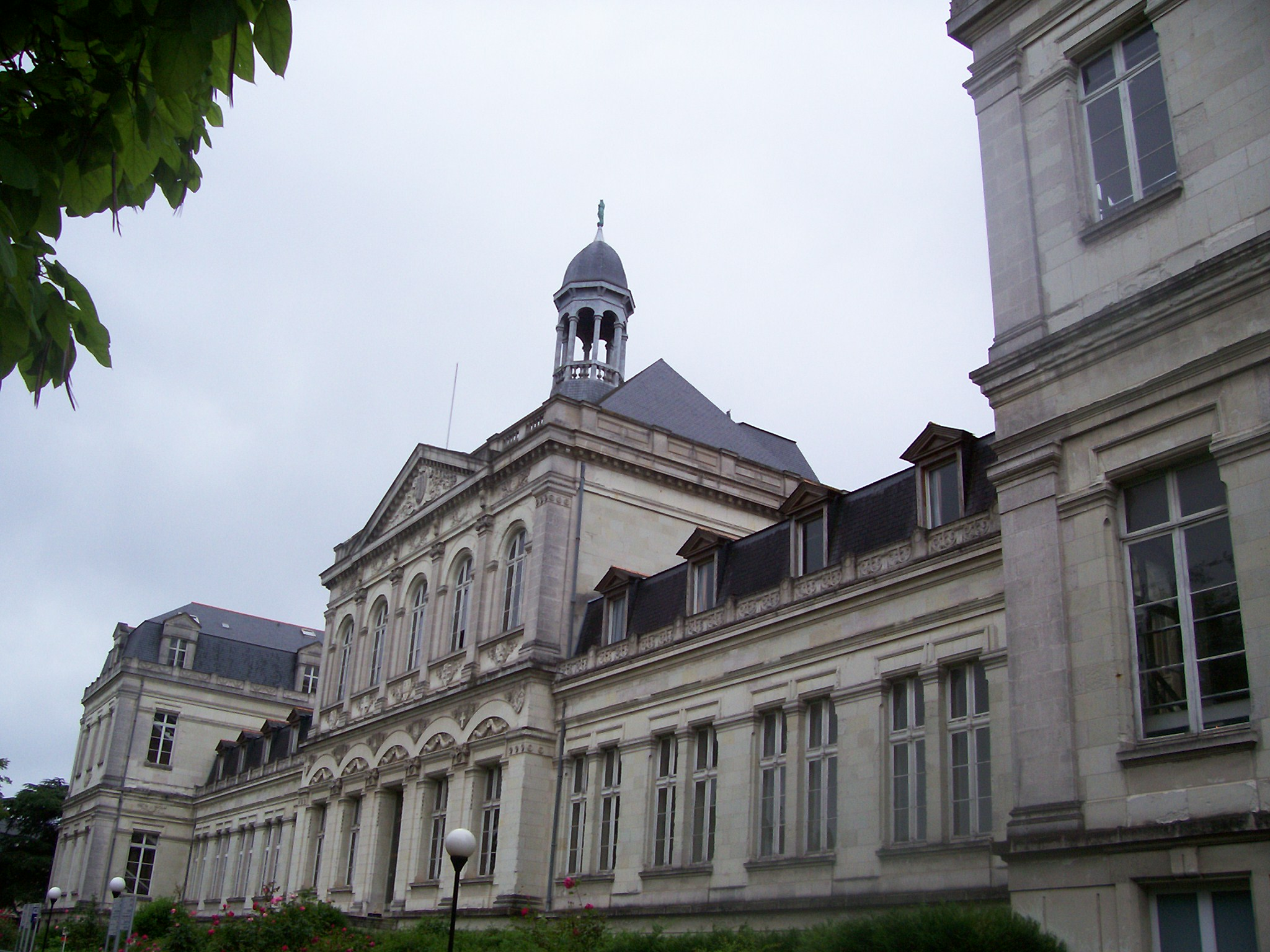
Palais universitaire d'Angers.

L’établissement compte neuf campus :
- Angers, le principal, avec 7 600 étudiants (2022) ;
- Guingamp (UCO Bretagne Nord) avec 900 étudiants ;
- Rezé (UCO Nantes), en Loire-Atlantique, avec 840 étudiants et 7 filières ;
- Arradon (UCO Bretagne Sud), près de Vannes dans le Morbihan, avec 800 étudiants ;
- Niort avec 500 étudiants ;
- Saint-Denis à La Réunion, avec 440 étudiants ;
- Laval, avec 400 étudiants ;
- Papeete (UCO Pacifique) en Polynésie française, avec 360 étudiants ;
- Brest, avec 200 étudiants.

### Facultés
L'université se compose à Angers d'une faculté ecclésiastique : la Faculté de théologie et de sciences religieuses, et de quatre facultés laïques, fondées en 2014 : 
- la Faculté des Humanités (Angers, Brest, Nantes, Vannes, Guingamp, Laval, Niort et Papeete) ;
  - Institut d’art, lettres et histoire (IALH) ;
  - Institut de langues vivantes (IPLV) ;
  - Centre international d’études françaises (CIDEF) ;
  - Institut des sciences de la communication et de l’éducation d’Angers (ISCEA) ;
- la Faculté des Sciences Humaines et Sociales (Angers, Guingamp, Niort, Papeete et Saint-Denis) ;
  - Institut de psychologie et sociologie appliquées (IPSA)
- la Faculté de l’Éducation (Angers, Brest, Nantes, Vannes, Guingamp, Niort, Papeete et Saint-Denis) ;
  - Institut de formation de l’UCO aux métiers de l’enseignement (IFUCOME)
  - Institut Notre-Dame d'Éspérance (INDE)
- la Faculté des Sciences (Angers, Nantes, Vannes, Guingamp et Papeete) ;
  - Institut de mathématiques appliquées (IMA) ;
  - Institut de biologie et d'écologie appliquée (IBEA) ;
  - Institut de formation en éducation physique et sportive d'Angers (IFEPSA) ;
  - Institut pour le développement du conseil et de l'entreprise (IDCE) ;
- la Faculté de Droit, économie, gestion, science politique (Angers, Brest, Nantes, Vannes, Guingamp, Laval, Niort et Papeete) ;
  - Centre de recherche en éthique et droit de l’Ouest (CREDO) ;

- et l'Institut supérieur de formation de l'enseignement catholique de Bretagne (ISFEC Bretagne) en contrat d'association.

De 1990 à 1993, sous l’autorité pédagogique de l’UCO, l’Institut catholique d’études supérieures (ICES) est créé à la Roche-sur-Yon. Après trois années de collaboration, le conseil supérieur de l’UCO accorda à cet établissement son indépendance pédagogique. L'évêque de Luçon doit garantir le maintien de l'établissement dans l'Église.

### Liens supposés avec la communauté de l'Emmanuel
En 2022, un article du journal La Topette affirmait que le cursus de théologie et certains cours communs à d'autres cursus étaient dirigés par des membres de la communauté de l'Emmanuel.

## Personnalités liées à l'université

### Recteurs
- 1875-1882 : Mgr Henri Sauvé
- 1882-1894 : Mgr Eugène Maricourt
- 1894-1921: Mgr Henri Pasquier[8]
- 1921-1934 : Mgr Léon Gry
- 1935-1944 : Mgr Francis Vincent
- 1944-1954: Mgr Joseph Pasquier : mathématicien, docteur ès sciences en 1932
- 1954-1964 : Mgr Olivier Riobé, chimiste
- 1964-1972 : Mgr Jean Honoré[8]
- 1973-1985 : Mgr Louis Collin, théologien
- 1985-1991 : Mgr Pierre Ouvrard
- 1991-2001 : Mgr Claude Cesbron[24]
- 2001-2002 : Pierre Becker[25],[26]
- 2002-2007 : Robert Rousseau
- 2008-2011 : Guy Bedouelle, dominicain, homme de lettres, juriste, théologien et historien de l’Église
- 2011-2012 : Robert Martin de Montagu, recteur par intérim
- 2012-2022 : Dominique Vermersch[27]
- Depuis 2022 : Laurent Péridy

### Enseignants

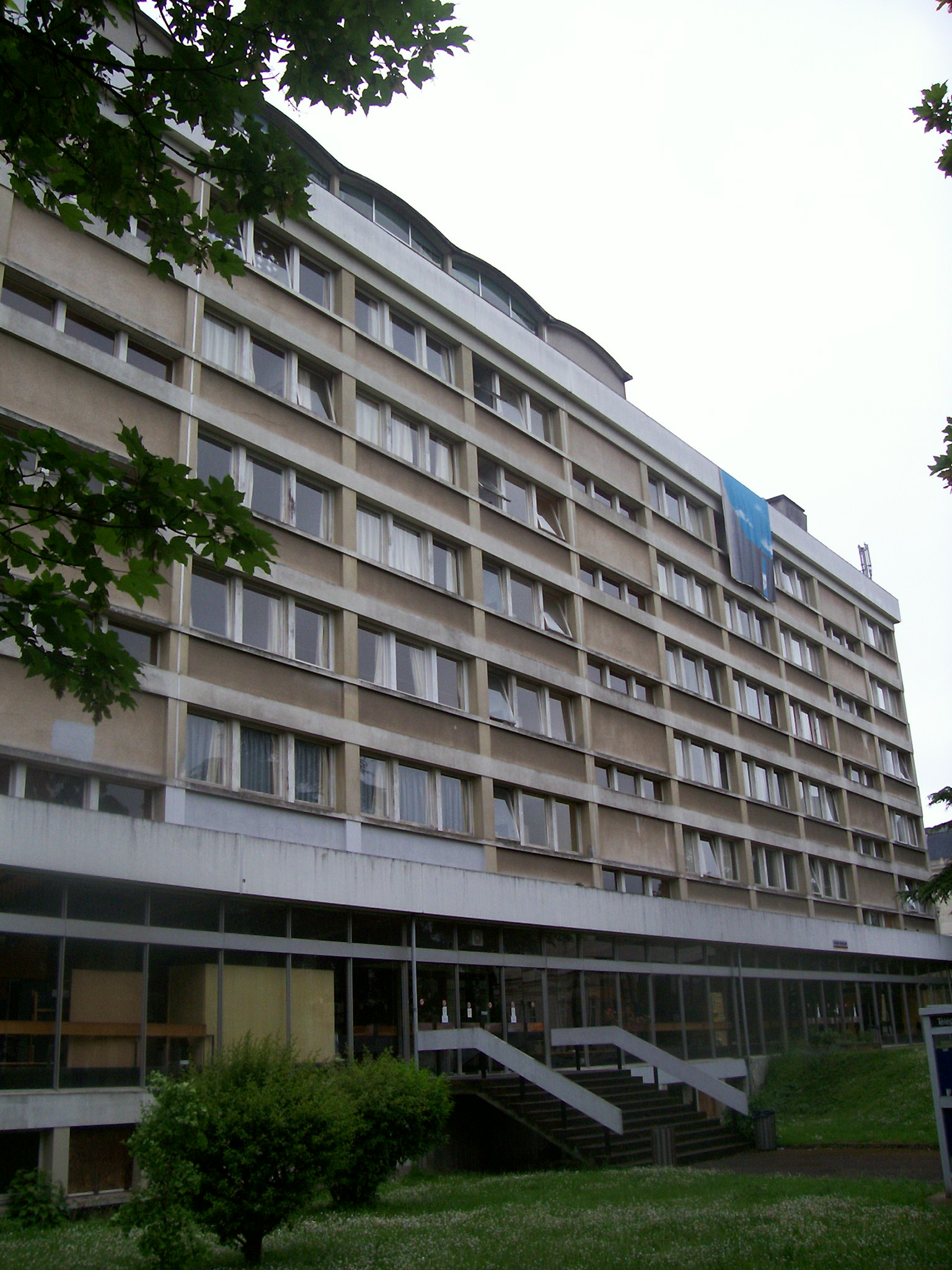
Bâtiment René Bazin.

- René Bazin, écrivain, professeur de droit criminel
- Bertrand Bergier, sociologue
- Jean-Pierre Boutinet, professeur émérite de psychosociologie
- Janine Brouard, sociologue et ethnologue français
- Étienne Catta, chanoine
- Fernand Charron, physicien français
- Robert Corillion, botaniste français
- Auguste Diès, 1875-1958, archevêque, helléniste
- Pierre Grandet, docteur en égyptologie
- Olivier Guillot (1932), historien médiéviste, spécialiste de l'histoire du droit et des institutions du haut Moyen Âge
- Mgr Léon Gry, théologien, bibliste, historien et homme de lettres
- Germain Marc'hadour, professeur de philologie, directeur de la revue Moreana[28]
- Théodore Pavie, orientaliste
- André Sarazin, historien, paléographe
- Constantin Xypas, pédagogue et spécialiste de Jean Piaget
- Patrick Gillet, océanographe, professeur des universités, homme de sciences et de lettres, romancier et poète français
- Éric Pinson, chercheur, professeur français, vice-doyen recherche à la faculté des sciences